# Веревский, Андрей Михайлович
Андрей Михайлович Веревский (укр. Андрій Михайлович Веревський; род. 25 июля 1974, Полтава) — украинский предприниматель и политик, крупнейший агробизнесмен Украины. Бывший Народный депутат Украины, совладелец «Кернел групп».

## Образование
Окончил Оксфордский колледж (2000); Национальный аграрный университет, бакалавр по агрономии.

## Карьера
1991—1992 — студент санитарно-технического факультета Полтавского  инженерно-строительного института.
1993—1998 — заместитель директора ОДП ГАК «Хлеб Украины», Полтава.
1998—1999 — заместитель генерального директора ПТВП «Зерноэкспорт», Полтава.
1999—2000 — заместитель директора по коммерческим вопросам ЧП «Трансагроинвест», Полтава.
2001 — консультант, представительство фирмы «Луис Дрейфус негос» (Франция) в Украине, Киев.
2001—2002 — председатель наблюдательного совета ЗАО «Подсолнух», Полтава.
С 2002 по 2006 год — народный депутат Украины IV созыва от избирательного округа № 146 Полтавской области (самовыдвижение). Член Комитета по вопросам финансов и банковской деятельности.
С 2006 по 2007 год — народный депутат Украины V созыва от Блока Юлии Тимошенко, № 44 в списке. Член ВО «Батькивщина». Член Комитета по вопросам аграрной политики и земельных отношений.
С 2007 по 2012 год — народный депутат Украины VI созыва от Блока Юлии Тимошенко, № 44 в списке. Член Комитета по вопросам аграрной политики и земельных отношений.
С 2012 по 2013 год — народный депутат Украины VII созыва от Партии регионов, № 46 в списке. Беспартийный. Член Комитета по вопросам аграрной политики и земельных отношений.
Был советником Премьер-министра Украины на общественных началах (с января 2008).

## Семья
Женат, имеет двух сыновей и дочь.